# Tajmyrský ruský pidžin
Tajmyrský ruský pidžin (rusky говорка) je pidžin, kterým se mluví na poloostrově Tajmyr v severním Rusku, na Sibiři. Vznikl v průběhu 18. – 19. století jako prostředek komunikace mezi zde žijícími národy. Je již skoro mrtvý, mluví jím jen několik málo nganasanských starších lidí.

## Ukázky jazyka
V tabulce jsou uvedeny ukázky tajmyrského pidžinu ve srovnání s ruštinou a českým překladem.
| Tajmyrský pidžinem                 | Rusky                          | Česky                             |
| ---------------------------------- | ------------------------------ | --------------------------------- |
| Какой-то земля дыра попал          | попал в какую-то дыру в земле  | Spadl jsem do nějaké díry v zemi. |
| Ночью тебя парень меня место ходил | ночью твой сын приходил ко мне | V noci ke mně přišel tvůj syn.    |
| Тарик место такан налил            | он налил старику стакан        | Nalil skleničku starci.           |
| Тут время тут мера был             | в то время он был вот таким    | V té době to tak bylo.            |